# Victor Lustig

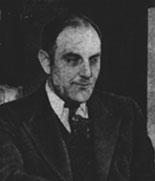
Victor Lustig em 1935

Victor Lustig [pronúncia em alemão: [ˈvɪktoɐ̯ ˈlʊstɪç]] (Hostinné, Áustria-Hungria, 04 de Janeiro de 1890 – Springfield (Missouri), 11 de Março de 1947) foi um dos mais famosos estelionatários da história, que ganhou notoriedade por ter vendido a Torre Eiffel.
Outras de suas peripécias famosas foi tapear Al Capone. Pegou do gângster 50 mil dólares para supostamente investir em ações e deixou o dinheiro num cofre. Meses depois, voltou para informar que, infelizmente, o negócio havia falhado, devolvendo nota por nota. Al Capone se impressionou tanto com sua honestidade que deixou com ele 5 mil dólares como recompensa.[carece de fontes?]
Em 1935, Lustig foi preso por falsificar dinheiro. Por conta disso, foi enviado para Alcatraz, na Califórnia, e condenado a 20 anos. Morreria de pneumonia na prisão, em 1947, aos 57 anos.[carece de fontes?]